# 엘비스 앤 글래디스
《엘비스 앤 글래디스》(Elvis and Gladys, ISBN 1-57806-634-4)는 작가 겸 영화산업종사자 일레인 던디가 집필한 로큰롤 가수 엘비스 프레슬리의 전기다.
책이 다루는 것은 프레슬리의 초반생으로, 어머니 글래디스가 그의 형성시기에 수행한 역과 음악 및 영화 제작에 초입하는 프레슬리를 서술하고 있다.
1985년 미국에서 뉴욕 시의 맥밀런 출판회사에서 하드커버판이 출판되었다(ISBN 0-02-553910-8). 이후 2004년 미시시피주 대학출판부가 페이퍼북으로 재출판했다.
두터운 찬평을 받으매, 《보스턴 글로브》는 "현재까지 최고의 엘비스 책이 아닐 수 없다"고 했으며, 《커커스 리뷰》는 "가장 잘 윤색된 엘비스 전기"라고 했다.
더디는 본서에서 엘비스의 고조할머니 낸시 버딘 태켓(Nancy Burdine Tacket)이 유대인으로, 엘비스의 팔촌 오스카 태켓(Oscar Tackett)이 증명하는 바라고 주장했다. 하지만 엘비스나 그 가족이 이 주장을 믿었는가의 증거는 전무하며, 정기기고가 겸 유대인 계보학자 네이트 블룸은 이 주장에 반대하면서 "허황된 이야기"로 일축했다.